# 川浦ダム
川浦ダム（かおれダム）は、岐阜県関市、長良川支流板取川の右支川である西ヶ洞谷川に建設された発電用ダムである。

## 概要
川浦ダムは、高さ107.5mのアーチ式コンクリートダム。貯水位を維持するために主ダムの脇に鞍部（あんぶ）ダムを建設した。鞍部ダムは重力式コンクリートダムである。1995年（平成7年）に完成した。
川浦ダムは、中部電力が木曽川水系に建設した揚水発電所、奥美濃発電所（おくみのはつでんしょ）の上池を形成するダム。揖斐川支流根尾川の左支川である根尾東谷川に建設された上大須ダムのダム湖を下池とした揚水発電が行われている。認可出力は1,500,000kW。

## 観光
川浦ダムは白山山系の山深くに立地しており、下流側の板取方面からは深い峡谷が行く手を阻みたどり着けない。管理用道路は上大須ダムから山を越えるルートにて建設されているが、発電所関係者以外の通行は制限されている。そのため、管理用道路の入口にあるゲート付近から、途中で管理用道路に合流する登山道で迂回する必要がある。このため、ダム愛好家からは「幻のダム」などと言われている。

## 周辺の開発計画

### 川浦揚水発電計画
中部電力は2021年（令和3年）完成を目標に川浦発電所を計画していた。これは川浦ダムのある、同じ西ヶ洞谷川に新たな揚水発電所を建設する計画で、上池として高さ74.5m、下池として高さ103mのいずれも重力式コンクリートダムを建設する計画だったが、電力需要の伸び悩み等から計画が疑問視され、2006年（平成18年）に計画中止が発表された。木曽川水系では既に「木曽中央揚水発電計画」や「金居原揚水発電計画」、徳山ダムの揚水発電計画が中止となっており、「川浦揚水発電計画」の中止は通算4件目にあたる。

## 川浦鞍部ダム
川浦鞍部ダム（かおれあんぶだむ）は、岐阜県関市、長良川支流板取川の右支川である西ヶ洞谷川の越流部（峠部分）に建設された発電用ダムである。
川浦ダムと貯水池を共有しており、川浦ダムの貯水位を維持するために建設された。約350m下に、上大須ダムの下部調整池との間で純揚水発電を行う奥美濃水力発電所がある。